# Abaasy
L'Abaasy (Abaahy ou Abasy , iakoute : Aбаасы, Abaası [abaːsɯ] ; Dolgan: Абааһы, Abaahı ; bulgare : Абааси, Abaasi ; russe : Абасы, Abasy ; cognate du mot turc Abası ; également Chebeldei) sont des démons dans la mythologie des Sakha (également connus sous le nom de Yakoutes). Le chamanisme iakoute divise l'univers en couches supérieures et inférieures, avec la terre comme entre-deux, considéré comme un espace ou une matière indéterminée. Les abaasy occupent le niveau inférieur, appelé monde souterrain ou royaume des ténèbres,
Les abaasy sont les esprits des défunts de longue date, qui résident près des tombes, dans des endroits déserts ou parcourent les terres semant la destruction . Ils servent Arson-Duolai, le souverain des morts, qui absorbe également l'âme des vivants et leur inflige des maladies. Les abaasy peuvent être apaisés par des sacrifices de sang .
Les abaasy ont été décrits comme provoquant des manifestations sexuelles et de la folie ,.

## Description
Les abbasy sont décrits comme des monstres « borgnes, manchots et unijambistes » montés sur « des dragons à deux têtes, huit jambes et deux queues en guise de coursiers ». En olonkho, ce sont des êtres mangeurs d'hommes, laids et horribles. Leur chef, Alyp Khara Aat Mogoidoon, est un géant à trois têtes, six bras et six jambes, dont le corps est fait de fer.

## Importance culturelle
Le concept d'abaasy est tellement ancré dans la pensée sakha que le verbe абааһы көр- (voir abaasy) est le terme courant pour haïr ou détéster.